# Ruskin (Florida)
Ruskin is een plaats (census-designated place) in de Amerikaanse staat Florida, en valt bestuurlijk gezien onder Hillsborough County.

## Demografie
Bij de volkstelling in 2000 werd het aantal inwoners vastgesteld op 8321.

## Geografie
Volgens het United States Census Bureau beslaat de plaats een oppervlakte van
40,0 km², waarvan 36,9 km² land en 3,1 km² water. Ruskin ligt op ongeveer 1 m boven zeeniveau.

## Plaatsen in de nabije omgeving
De onderstaande figuur toont nabijgelegen plaatsen in een straal van 24 km rond Ruskin.